# Vida e Paixão de Pandonar, o Cruel
Vida e paixão de Pandonar, o Cruel é um livro brasileiro infanto-juvenil de 1983 de autoria de João Ubaldo Ribeiro. Em 1986, o livro foi publicado pela Editora Clube do Livro.

## Personagens
- Geraldo, estudante de quatorze anos que se apaixona pela primeira vez. Ele é o criador do personagem Pandonar, uma versão heroica de si mesmo.
- Roquetão, melhor amigo
- ente de Geraldo, teve um namorico com Márcia porque ela lhe pagava sorvetes.
- Maria Helena, paixão de Geraldo.
- Maria da Graça, outro namorico de Roquetão, e amiga de Geraldo.
- Cícero, professor irritadiço e que expulsa Geraldo da aula de História Geral.

## Enredo
Ao sair da sala de aula expulso pelo prof Cícero, Geraldo troca olhares com a aluna Maria Helena e sente que se apaixonara pela primeira vez. Ele se encontra com seu amigo Roquetão, com quem conversava sobre suas ideias para várias coisas como uma nova linguagem e das aventuras de seu personagem Pandonar. E lhe conta sobre sua súbita paixão por Maria Helena. Geraldo acha que Roquetão tem mais experiência que ele nessas coisas, por já ter namorado com Márcia, e lhe pede conselhos. E dessa conversa Geraldo tem a ideia de enviar bilhetes anônimos para Maria Helena, nos quais escreve sobre seus sentimentos para com ela.